# Ellen Erup
Ellen Beata Erup, före 1920 Andersson, född 15 november 1893 i Raus församling, död 26 december 1988 i Stockholm, var en svensk sjuksköterska och barnmorska. Hon var överbarnmorska vid Södra BB och Barnmorskeläroanstalten i Stockholm samt ordförande i Svenska barnmorskeförbundet 1944–1968.

## Biografi
Ellen Erup i Raus nära Helsingborg som det tredje barnet av fyra. Fadern var ladufogde och fattiggårdsföreståndare. Ett visst välstånd fanns i hemmet eftersom modern som änka lyckades ge döttrarna utbildning. Ellen Erup genomgick åttaårig grundutbildning och därefter sjuksköterskeutbildning vid Södra Sveriges sjuksköterskehems skola i Lund. Efter sin examen i februari 1916 tjänstgjorde hon en kortare tid på sanatorium och sökte därefter barnmorskeutbildningen vid Södra BB i Stockholm. Dubbel utbildning var inte vanligt vid tiden och det fanns tydliga gränser, inte minst sociala, mellan yrkena. I juni 1917 utexaminerades Ellen Erup från Barnmorskeläroanstalten i Stockholm med betyget ”berömlig”. Efter några års tjänstgöring i Lund och Jönköping flyttade hon 1925 tillbaka till Stockholm och fick anställning vid Södra BB. Barnmorskeutbildningen hade då blivit tvåårig, en reform som barnmorskorna länge sett fram emot. Ellen Erup avancerade på kort tid och tillträdde 1927 tjänsten som överbarnmorska och föreståndarinna för Barnmorskeläroanstalten. Hon stannade på posten fram till sin pensionering 1948.
År 1934 blev Ellen Erup en av delegaterna som skickades till det internationella barnmorskeförbundets konferens i England, där hon tog intryck av den förvård för blivande mödrar som var under uppbyggnad där. Två år senare deltog hon i förbundets konferens i Berlin. År 1937 valdes Ellen Erup och överläkaren Birger Lundqvist in i Svenska Barnmorskeförbundets styrelse, han som ordförande och hon som sekreterare. År 1944 efterträdde hon honom på ordförandeposten, som hon sedan innehade ända fram till 1968. Ellen Erup var den första kvinnan i förbundets ledning som fick inflytande och möjlighet att påverka utvecklingen. Med sin tämligen progressiva inställning var Birger Lundqvist en viktig allierad. Om än inte långvarig i Svenska Barnmorskeförbundets styrelse var han verksam vid Södra BB under nästan 20 år, vilket innebar att Ellen Erup och Birger Lundqvist samtidigt innehade ledande positioner i såväl förbundet som på läroanstalten under lång tid. Det borgade för kontinuitet och möjlighet att prägla utbildningen. Båda fäste personlig stolthet vid att kunna utexaminera skickligast tänkbara barnmorskor och båda såg möjligheterna för kåren och dess ansvarsområde i den utökade offentliga vård som började planeras på 1930-talet.
En följd av Gunnar och Alva Myrdals bok Kris i befolkningsfrågan, 1934, var att familjeplanering började diskuteras öppet. Frågan om preventivmedel väckte ingen entusiasm bland barnmorskorna men Ellen Erup anade att detta kunde bli en viktig uppgift för yrkeskåren. Till skillnad från många andra insåg hon att en utbyggd mödravård kunde bli en god ersättning för den krympande hemförlossningsvården och därmed säkra en plats för barnmorskorna i det förebyggande hälsoarbetet. Hon stiftade bekantskap med Elise Ottesen-Jensen och fick en god relation också till den radikale läkaren Axel Höjer, som 1935 tillträdde som Medicinalstyrelsens generaldirektör.
År 1941 kontaktade Ellen Erup riksdagsledamöterna Kerstin Hesselgren och Olivia Nordgren för att be om deras hjälp med att uppmärksamma barnmorskornas löner och arbetsvillkor. Mellankrigstidens sjunkande födelsesiffror hade föranlett en neddragning av antalet utbildningsplatser. När nativiteten sedan steg igen uppstod brist på barnmorskor och den underdimensionerade kåren slets mellan hemförlossningspatienter och kraven på ökad tjänstgöring på BB. I planerna på ett nytt sjukvårdsystem, där förebyggande vård spelade en viktig roll, ingick en översyn av barnmorskeväsendet och under året tillsattes en separat barnmorskeutredning dit Ellen Erup kallades som sakkunnig. Här gjorde hon sin första större offentliga insats. Hon framhöll den stora efterfrågan på dubbelutbildade barnmorskor. Utredningen fick ett gott resultat med en viss förbättring av löner och pensionsförhållanden, och i och med beslutet att mödravårdscentraler skulle få behandla även havandeskapets sjukdomar utvidgades barnmorskornas ansvarsområde väsentligt.
Ellen Erup förstod tidigt betydelsen av en aktiv PR-verksamhet. Barnmorskornas gamla yrkesidentitet behövde stärkas och en delvis ny skapas. Det var viktigt att visa upp en kompetent och modern yrkeskår. År 1940 utgavs Svenska barnmorskor, en flera hundra sidor tjock historik och medlemsmatrikel, där Ellen Erup stod för kapitlet om läroanstalten. År 1950 tillträdde hon som redaktör för barnmorskornas tidskrift Jordemodern. Under följande år beslöt Svenska Barnmorskeförbundet att ansluta sig till TCO. Den dubbla utbildningen permanentades till sist 1954 och Ellen Erup kunde konstatera att det mål hon och förbundets ledning länge strävat mot till sist hade nåtts. Reformen medförde dock återkommande förslag till sammanslagning med Svensk sjuksköterskeförening, vilket Svenska Barnmorskeförbundet ställde sig kallsinnigt till. Att barnmorskor i likhet med läkare var legitimerade skilde dem från sjuksköterskorna, en skillnad Ellen Erup ofta framhöll. Efter endast fem år anmälde Svenska Barnmorskeförbundet sitt utträde ur TCO eftersom man ville fortsätta som självständig organisation.
Ellen Erup var också aktiv i Bondeförbundets kvinnoförbund. De frågor hon drev var sådana som yrkesarbetande kvinnors löneutveckling och obekväm arbetstid. Den djupt bekymmersamma bristen på personal vid anstalter och ute i distriktsvården var ”icke blott en kvinnofråga utan en samhällsfråga”.
Under 1950-talet tilltog Svenska Barnmorskeförbundets internationella engagemang. År 1952 gjorde Ellen Erup en studieresa i USA och i samband med International Council of Midwives start i London 1954 gjorde hon en motsvarande resa i England och Skottland. Efter hemkomsten framträdde hon i radio och berättade om den brittiska mödravården. Vid mötet hade beslut fattats om att nästa kongress skulle hållas i Stockholm. 1957 års möte, vars tema var det för svenska barnmorskor så aktuella ”Barnmorskan och moderskapsvården”, var det största som hade hållits sedan International Council of Midwives mötesstart år 1900. Det blev en karriärmässig höjdpunkt för Ellen Erup. Närmare 900 deltagare från hela världen kom till mötet. Ellen Erup kallades ”Sveriges överbarnmorska” som nu skulle bli ”världsordförande”. Hon valdes till det internationella förbundets president, och under själva konferensen tilldelades hon medaljen Illis quorum.
Under 1950- och 1960-talen började delarna i förlossnings- och mödravården falla på plats. Med ny utbildning och definierade uppgifter inom mödravården hade barnmorskornas kompetens utsträckts på ett sätt som höjde yrkets status. Ellen Erup var inte den enda viktiga aktören, men hennes mångåriga insats hade en avgörande betydelse för utvecklingen.
Ellen Erup gick helt upp i sitt arbete. Under sin yrkesverksamma tid bodde hon på barnbördshuset. Äktenskap var inte aktuellt i hennes ställning. Hon tycks trots sitt mycket aktiva liv ha varit en ganska ensam person. Med sitt strikta sätt och sina stora krav på omgivningen väckte hon inte alltid sympati, däremot beundran och stor respekt. Hon hade hög arbetskapacitet. Även efter att ha lämnat det fackliga arbetet fortsatte hon att föreläsa om barnmorskeyrkets historia på utbildningen – den sista gången så sent som två månader före sin död.
Hon avled i Stockholm 1988. Hennes grav finns på Norra kyrkogården i Lund.